# Marysin, Hạt Mińsk
Marysin [maˈrɨɕin] là một ngôi làng thuộc khu hành chính của Gmina Kałuszyn, ở hạt Mińsk, Masovian Voivodeship, ở miền đông trung bộ của nước Ba Lan.